# سعد حصار
سعد حصار (عربی: سعد حصار؛ زادهٔ ۲۱ فوریهٔ ۱۹۵۳) یک سیاست‌مدار اهل مراکش است.
وی همچنین برنده جوایزی همچون لژیون دونور (شوالیه) شده است.